# Litsea coelestis
Litsea coelestis H.B. Cui – gatunek rośliny z rodziny wawrzynowatych (Lauraceae Juss.). Występuje naturalnie w południowych Chinach – w południowo-wschodniej części Tybetu. 

## Morfologia
PokrójZimozielone drzewo dorastające do 10 m wysokości. Gałęzie są omszone i mają brązową barwę.
LiścieNaprzemianległe. Mają kształt od owalnego do odwrotnie jajowato lancetowatego. Mierzą 12–25 cm długości oraz 4–9 cm szerokości. Są mniej lub bardziej owłosione, mają zielononiebieskawą barwę. Nasada liścia jest klinowa. Blaszka liściowa jest o spiczastym wierzchołku. Ogonek liściowy jest owłosiony, ma ciemnobrązową barwę i dorasta do 10–20 mm długości.
KwiatySą niepozorne, jednopłciowe, zebrane po 4–5 w baldachy o brązowych i owłosionych osiach, rozwijają się w kątach pędów. Okwiat jest zbudowany z 6 listków. Kwiaty męskie mają 9 omszonych pręcików.
OwoceMają kulisty kształt, osiągają 7 mm średnicy, mają czarną barwę.

## Biologia i ekologia
Roślina dwupienna. Rośnie w wiecznie zielonych lasach. Występuje na wysokości od 800 do 2100 m n.p.m.